# Danesford
Danesford – wieś w Anglii, w hrabstwie Shropshire. Leży 32 km na południowy wschód od miasta Shrewsbury i 193 km na północny zachód od Londynu.